# Narcís Bonet
Narcís Bonet i Armengol (Barcelona, 22 de enero de 1933-París, 11 de enero de 2019) fue un compositor catalán, además de ser hijo del arquitecto Lluís Bonet i Garí y hermano del arquitecto Jordi Bonet y del sacerdote y rector emérito de la Sagrada Familia, Mn. Lluís Bonet. Al fallecer tras una larga enfermedad, deja escrito su deseo expreso de no recibir flores en su funeral sino aportaciones para los presos políticos y exiliados catalanes.

## Biografía
Estudió en el Conservatorio de Barcelona con Joan Massià i Prats, Maria Carbonell i Mumbrú y Eduard Toldrà, que le presentaron en el Palacio de la Música Catalana en 1947. Más tarde trabajó con Joaquim Zamacois, Emili Pujol y Lluís Maria Millet i Millet, y en 1949 se fue a vivir a París para estudiar con Nadia Boulanger. En 1955 fue presidente de las Joventuts Musicals de Barcelona, en 1962 de la Fédération Internationale des Jeunesses Musicales y representante en el Consejo de Música de la UNESCO.
En 1979 sucedió a Nadia Boulanger en la dirección del Conservatoire Américain de Fontainebleau y en 1971 comenzó su labor docente en el Conservatorio de París, siendo además director adjunto de la École Normale de Musique de Paris.

## Premios
Fue galardonado con diversos premios de composición (Fundación Copley de Chicago, Fundación March, "Prince Rainier III de Monaco") y recibió numerosos encargos (Festival de América-España, RTVE, Dotació d'Art Castellblanch, Ensemble Moderne de París, Festivales de Sevilla y de Granada).
Fue miembro del Consejo Musical de la Fundación Prince Pierre de Monaco y Commandeur dans l'Ordre du Mérite Culturel del Principado de Mónaco, donde promovió la cultura catalana. En 1998 recibió la Creu de Sant Jordi.

## Obras

### Musicales
- Missa in Epiphania Domini, para coro y orquesta (1957)
- Concert per a violoncel (1959)
- Homenatge a Gaudí, instrumental (1966)
- La tramuntana, instrumental (1993)
- Set cançons populars catalanes (1997)
- Vistes al Mar (1948), canciones sobre poemas de Joan Maragall
- Tres Melodies sobre poesies de Rainer Maria Rilke, (1991)
- He mirat aquesta terra (1994), sobre poemas de Salvador Espriu
- La pell de brau (1967), sobre poemas de Salvador Espriu
- Le cimetière marin (1995), sobre el texto homónimo de Paul Valéry
- Pim-Pim-Carabim (1964)
- L'Anunciació (1971)
- Les troyennes (1978)

### Estudios
- Tractat de Solfeig (1984)
- Mompou (1993)